# Château d'Aberdeen
Le château d’Aberdeen était une fortification du Bas Moyen Âge située à Aberdeen, en Écosse. Elle était localisée à Castle Hill, un site actuellement connu sous le nom de Castlegate (en), où se tient aujourd’hui un immeuble d’habitation.
On pense que le château et ses fortifications ont été détruits par le roi Robert Bruce en juin 1308, pendant les guerres d’indépendance écossaises, à la suite de la campagne du Buchan. Bruce et ses hommes assiégèrent le château avant de massacrer la garnison anglaise pour éviter qu’elle n’appuie les troupes anglaises d’Édouard II d'Angleterre. Il est dit que les Écossais se montrèrent sans merci, tuant tous les hommes qui passaient entre leurs mains et suivant la voie qu’avait ouverte Édouard I en exécutant les prisonniers. Le 10 juillet 1308, les vaisseaux anglais quittèrent Hartlepool pour venir en aide à la garnison anglaise. Toutefois, durant le mois d’août 1308, Gilbert Pecche et les dernières troupes avaient été repoussées hors de la ville. À la suite de la destruction du château d’Aberdeen, Bruce partit prendre le château de Forfar (en).
La légende dit que le slogan de la ville, Bon Accord, vient du code utilisé par Bruce pour lancer l’assaut final et la destruction du château,.

## Histoire
Le 14 avril 1296, le roi d’Angleterre Édouard I arriva à Aberdeen et séjourna dans le château au cours de son voyage sur la côte Est de l’Écosse après avoir défait les Écossais.
Toutefois, l’année suivante, après avoir vaincu les anglais au château de Dunnottar, William Wallace et ses hommes marchèrent sur Aberdeen au cours de leur campagne pour reprendre la côte Est.
Ils trouvèrent les Anglais se préparant à quitter à la hâte le pays dans une flotte de cent navires. La vitesse de l’arrivée de Wallace pris les Anglais à l’improviste et à marée basse les bateaux furent attaqués dans le port, les équipages et les soldats furent massacrés, le chargement confisqué et les navires brûlés.
Le shérif anglais d’Aberdeen, sir Henri de Lazom avait la charge du château, mais durant le chaos de l’attaque il l’abandonna, le déclarant comme appartenant au roi écossais Jean de Balliol,.